# Begrebet Angest
Begrebet Angest er en bog af den danske filosof Søren Kierkegaard. Den udkom 17. juni 1844, fire dage efter Philosophiske Smuler og hører til blandt de mest læste filosofiske værker.
I bogen analyserer Kierkegaard angstens betydning som drivkraft i mennesket og dens virkninger. Bogen behandler menneskers forhold til det farlige i dem selv gennem angst. For Kierkegaard er angsten ikke blot en manifestation af en syg, neurotisk sjæl, selv om den kan være det. Angsten er et direkte udtryk for, at mennesket er åndeligt bestemt. Mennesket er en syntese af ånd, sjæl og legeme, og angsten er en manifestation af den åndelige side. Forsåvidt er angst et udtryk for den kvalitative forskel på dyr og mennesker. At være angst skal ingenlunde forstås udelukkende som noget negativt. Der er forskel på det godes angst, som er angst for det onde, og det ondes angst, som er angst for det gode. Den onde angst kaldes dæmonisk angst. Men også det gode kan være angst, nemlig angst for det onde. I denne forstand er, når det gode kommer for tæt på det ondes mulighed, angsten som en åndelig bevægelse et sundhedstegn, et forsvarsværn, ligesom en feber er et tegn på kroppens naturlige forsvar mod en infektion.
Kierkegaard analyserer begrebet angest dialektisk, og det er næppe muligt at nærme sig det på andre måder. Angestens indre dialektik udtrykker han f.eks. således: Angest er sympatetisk antipatie og antipatetisk sympatie.
Alene "Begrebet Angest" ville have været nok til at gøre ham verdensberømt. Der er i verdenslitteraturen ingen forfatter, som bare tilnærmelsesvis formår at redegøre for begrebet angst, som han har gjort. Hvad mere er, så er Kierkegaards fundament for analysen beretningen om syndefaldet i Paradisets have altså et dogmatisk grundlag, hvorpå det er lykkedes ham at beskrive, hvad ingen før eller siden har formået.